# 회전목마 (노래)
"회전목마"는 대한민국의 래퍼 소코도모의 노래로, 자이언티와 원슈타인이 피처링으로 참여했다. 쇼미더머니 10 Episode 2 음반의 수록곡으로 스톤 뮤직 엔터테인먼트를 통해 2021년 11월 13일에 발매되었다. 가온 디지털 차트 1위를 기록했고, 한국 힙합 어워즈 올해의 힙합 트랙 후보에 올랐다.

## 음악 및 가사
<뉴시스>에 따르면, "회전목마"는 "인생은 돌고 도는 회전목마"라는 메시지와 동심을 엿볼 수 있는 곡이다.

## 평가
네티즌들에 따르면, "회전목마"는 "비트와 피처링, 소코도모까지 삼박자가 아주 잘 어우러진 2021년을 대표하는 음악"으로 "힙합 안에서의 다양한 시도들의 시발점이다."

## 수상 및 후보
| 시상식           | 연도 | 부문             | 결과 | 각주  |
| ---------------- | ---- | ---------------- | ---- | ----- |
| 한국 힙합 어워즈 | 2022 | 올해의 힙합 트랙 | 후보 | [ 2 ] |

## 차트
| 차트 (2021)     | 최고 순위 |
| --------------- | --------- |
| 대한민국 (가온) | 1         |